# Skopsko Kale
Skopsko Kale (maced. Скопско Кале – twierdza w Skopje, słowo kale pochodzi z języka tureckiego i oznacza twierdzę) – twierdza w Skopju, w północnej Macedonii Północnej.
Twierdza jest ulokowana na wysokim skalistym wzniesieniu, dominującym nad północną, starą częścią miasta (zob. Stary Bazar w Skopju). Pierwsze fortyfikacje w tym miejscu wzniesiono w tym miejscu w VI wieku, w czasach bizantyjskich. Przebudowana w X-XI w. uległa zniszczeniu w czasie powstania Piotra Deliana. Po zajęciu Skopja przez Turków osmańskich w 1391 twierdza została odbudowana. W 1660 opisał ją Evliya Çelebi, uznając za jedną z najpotężniejszych twierdz na Bałkanach. Rozbudowana w 1700, po wojnie austriacko-tureckiej. W czasie I wojny światowej na terenie twierdzy znajdował się sztab austro-węgierski. W okresie międzywojennym teren twierdzy wykorzystywała armia jugosłowiańska – znajdowały się tam magazyny wojskowe, przejściowo także sztab jednej z jednostek. Od 1951 obiekt nie jest wykorzystywany przez wojsko.
Twierdza została poważnie uszkodzona w 1963 w czasie trzęsienia ziemi, i do tej pory nie odbudowana. Od 2006 na terenie twierdzy prowadzone są badania archeologiczne, wskazujące na ślady osadnictwa sięgające neolitu. Na terenie twierdzy odkryto także fundamenty świątyni chrześcijańskiej z XIII w. W lutym 2011 na terenie twierdzy doszło do starć policji macedońskiej z Albańczykami protestującymi przeciwko planom odbudowy średniowiecznej cerkwi w tym miejscu i przekształcenia jej w muzeum. W czasie starć 13 lutego zostało rannych 10 osób, w tym dwóch policjantów.

## Bibliografia

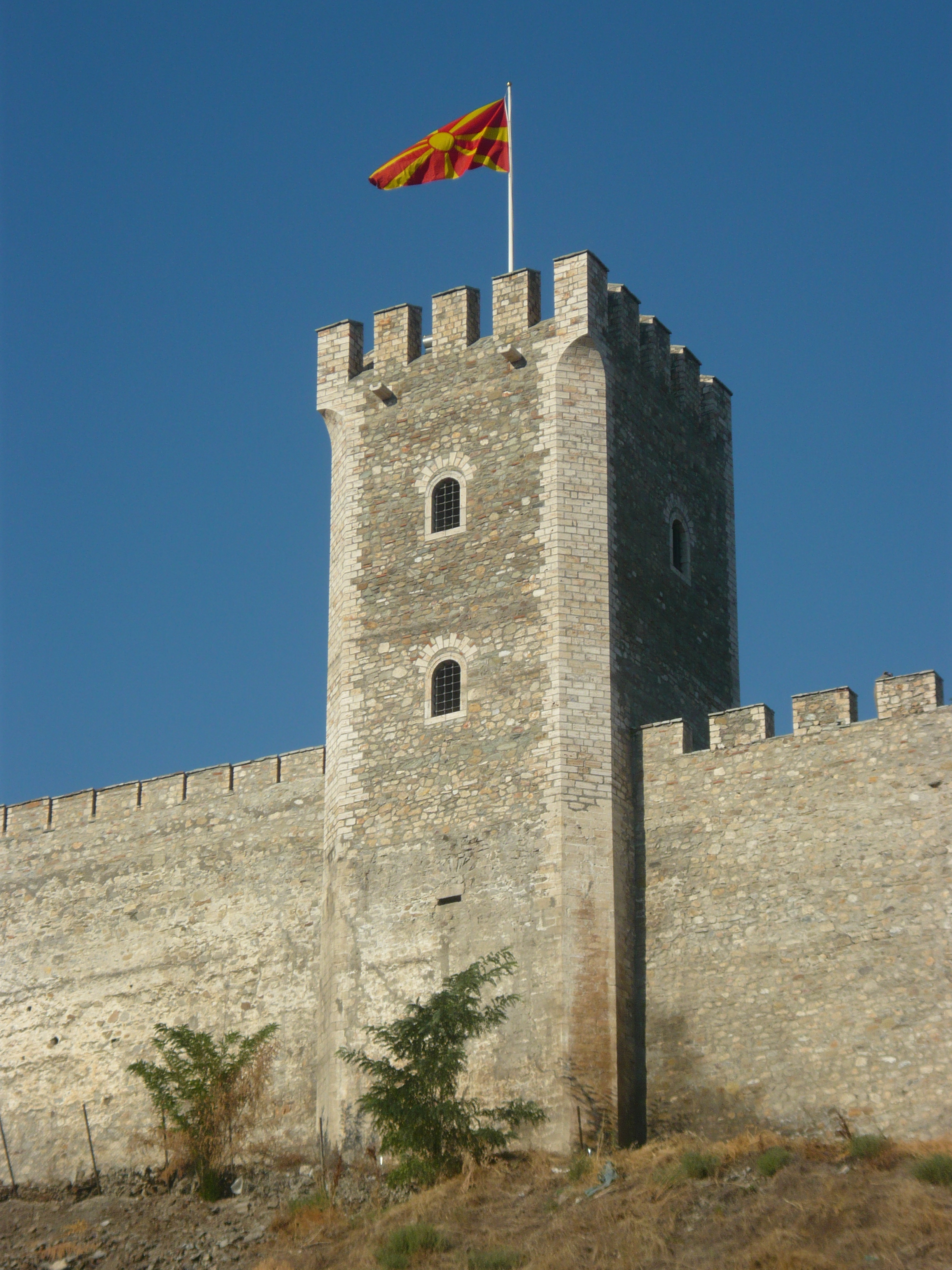
Wieża twierdzy